# عبد الرب الشدادي
عبد الرب الشدادي (1963 – 7 أكتوبر 2016) قائد عسكري وضابط من اليمن، تولى قيادة المنطقة العسكرية الثالثة خلال الحرب الأهلية اليمنية، ويحمل رتبة عسكرية لواء ركن.

## وفاته
توفي في 7 أكتوبر 2016 في جبهة صرواح بعد إصابته في اشتباكات مسلحة مع الحوثيين.

## الخدمة العسكرية
خدم في القوات البرية اليمنية.
1. ↑   http://www.elwatannews.com/news/details/704379. {{استشهاد ويب}}: |url= بحاجة لعنوان (مساعدة) والوسيط |title= غير موجود أو فارغ (من ويكي بيانات) (مساعدة)
2. ↑  الوطن | | عاجل| هادي يعين العميد عبد الرب الشدادي قائدا للمنطقة العسكرية الثالثة نسخة محفوظة 16 نوفمبر 2016 على موقع واي باك مشين.

| مناصب عسكرية               | مناصب عسكرية                                               | مناصب عسكرية           |
| -------------------------- | ---------------------------------------------------------- | ---------------------- |
| سبقه أحمد سيف محسن اليافعي | قائد المنطقة العسكرية الثالثة 7 أبريل 2015 - 7 أكتوبر 2016 | تبعه عادل هاشم القميري |

| أيقونة بذرة | هذه بذرة مقالة عن ضابط يمني بحاجة للتوسيع. فضلًا شارك في تحريرها. |